# Cepeda de la Mora
Cepeda de la Mora jest hiszpańskim misatem w regionie Kastylia i León położonym w prowincji Ávila, 114 m n.p.m.